# Меренков, Анатолий Васильевич
Меренков Анатолий Васильевич (род. 1 апреля 1946, Витебск) — доктор философских наук (1986), профессор (1987), профессор кафедры прикладной социологии.

## Биография
4Поступил в аспирантуру после окончания в 1971 году философского факультета Уральского университета имени А. М. Горького. Работал ассистентом (1972—1975), старшим преподавателем (1975—1978), доцентом (1978—1987) в Уральском Государственном Университете. Получил звание профессора в 1987 году. Являлся заведующим первой кафедры прикладной социологии на Урале, которую основал в 1989 году и возглавлял до 2024 года. В 1975 году защитил диссертацию на соискание степени кандидата наук в Уральском Государственном Университете, в 1986 году — докторской степени. С 2009 год по 2019 был деканом департамента политологии и социологии УрФУ. С 1994 года по 2008 совмещал работу в вузе с руководством гимназией № 207. г. Екатеринбург,  которая занималась инновационной деятельностью по созданию системы воспитания и самовоспитания личности на основе формирования навыков самоорганизации учебной и внеучебной деятельности. Разработанный под его руководством проект: "Воспитание самоорганизованной личности в условиях общеобразовательной школы" стал в 2005 году Лауреатом Российского образовательного форуме в номинации: "Воспитание".  

## Основные научные труды[2]
Автор более 400 научных работ, включая 40 монографий и брошюр.
- Семейное воспитание: тенденции изменения в современном мире (2013);
- Педагогика саморазвития личности (2001)
- Человек: взаимосвязь природного и социокультурного (2007);
- Самоопределение школьников в учебе, труде, отдыхе. Пособие для учащихся 5-7 классов (2007);
- Самоопределение учащихся 8-9 классов  (2008)
- Родители и педагоги: растим ребенка вместе (2005);
- Система детерминации человеческой деятельности (2003)
- Наука и искусство любви (2002);
- Социология стереотипов (2001).
- Культура эгоизма или культура сотрудничества: какая побеждает? (2021)
- Подготовил 65 кандидатов и 7 докторов наук.

## Награды и почетные звания[1]
- Почетная грамота государственного комитета СССР по народному образованию (1990);
- Почетный работник Общего образования РФ (2005);
- Лауреат Премии имени В.Н. Татищева и Г.В. де Геннина (2005)
- Действительный член Международной академии наук высшей школы (1993);
- Действительный член Академии гуманитарных наук (2013);
- Действительный член Академии социальных наук (2017);
- Медаль «За заслуги в развитии образования» (2000);
- Медаль К. Д. Ушинского Министерства образования и науки России (2008);
- Медаль Российского общества социологов (2014).
- Почетный профессор УрФУ (2018)
- Заслуженный работник высшего образования Р.Ф. (2024)